# 京官
京官指于京師任官的官员，一般是朝廷中央政府的官員。与任職于首都之外地方的外官相对。
現代中國亦以北京為首都及政治中心，所以稱中央官員為京官。
在唐朝，官员分为京官和外官两个系统；京官的薪水由太府寺（后改由度支）。外官的俸禄则就地征集。唐初的时候，外官的待遇比京官要低。但是在节度使权重时，则比京官要高。
在宋朝，京官为选人之上，朝官之下的一个文官等级。
清朝的京官聚宴习以为常，“若不赴席、不宴客，即不列于人数”。由於京官日常開支大，俸祿極微薄，“不取之百姓，势必饥寒”，因此常需要地方官的冰敬與炭敬。又如李慈铭于光绪十年接受李鸿章的邀请，主持北学海堂山長，每年的束修是1200两银子，李慈铭的日記也記載接受礼品，总类相當丰富，有茶叶、烟草、火腿、鱼翅、笋干、糕点、水果以及毛笔、书籍等。冰敬與炭敬之外，還有别敬，“光（绪）、宣（统）之际，公行贿赂，专重权贵，末秩闲曹愈难沾丐矣”。。即使廉潔如曾國藩也無法完全拒絕額外的收入。